# کتابخانه و آرشیو ایالتی لورنزو دی زاوالا

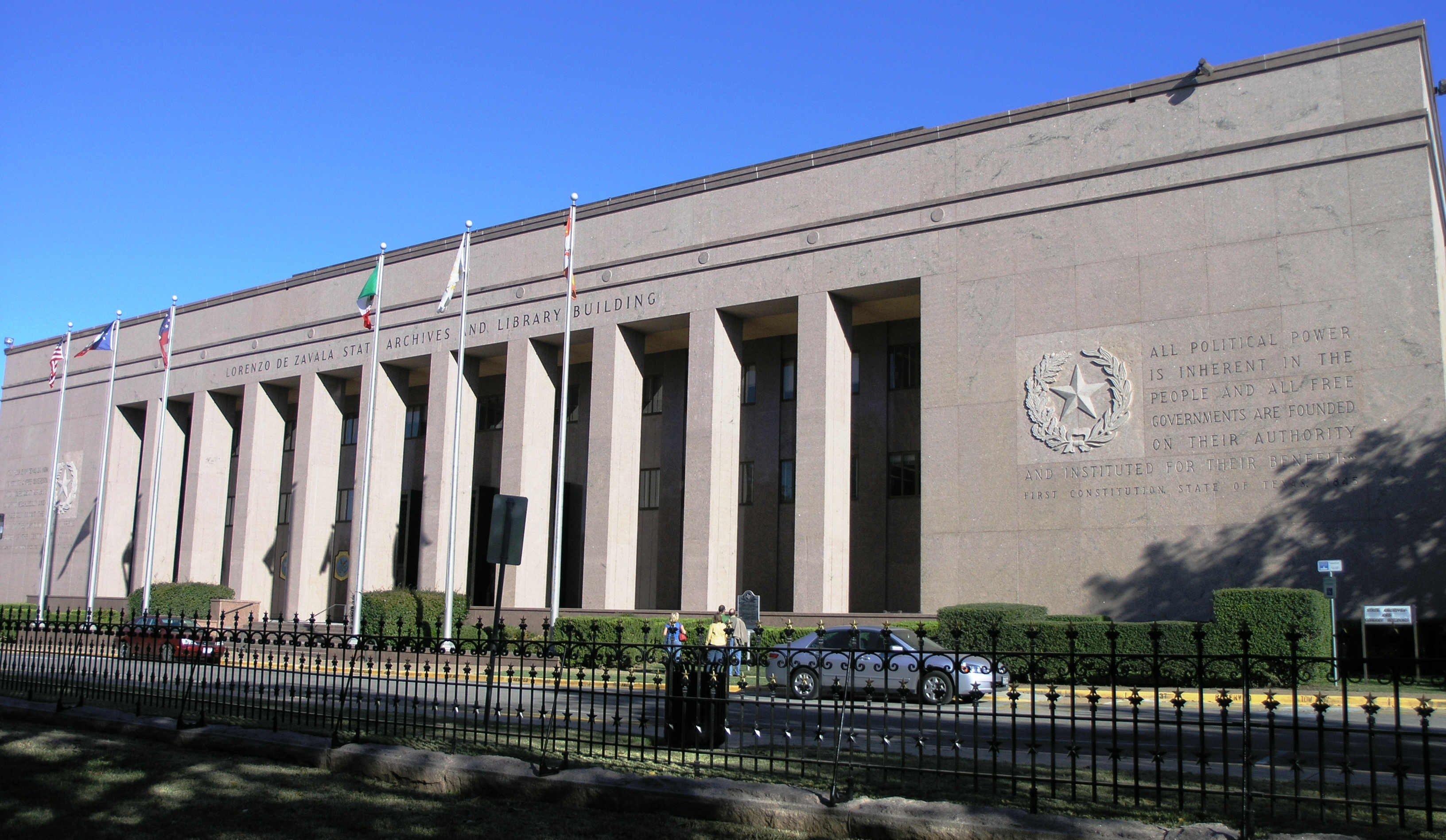

کتابخانه و آرشیو ایالتی لورنزو دی زاوالا یا "کتابخانه و آرشیو ایالتی لورنسو د ساوالا" یک کتابخانه دولتی و مرکز اسناد تاریخی در شهر آستین در تگزاس است.
بنای ساختمان به افتخار لورنسو د ساوالا سیاستمدار جمهوری تگزاس نامگذاری گردیده‌است.
ساختمان کنونی در سال ۱۹۵۹ تکمیل و در سال ۱۹۶۱ راه اندازی شد.
این ساختمان حاوی مخزن اسناد و مدارک دولت در تاریخ تگزاس بوده و برای استفاده عموم آزاد است. ساختمان در جنب شرقی ساختمان پایتخت ایالت تگزاس قرار دارد و از جنس مشابه گرانیت صورتی که در ساختمان پایتخت بکار رفته‌است ساخته شده‌است.
در سال ۲۰۰۹ بانوی اول سابق، لورا بوش، در مراسمی از بازسازی کتابخانه تقدیر بعمل آورد.
در ضلع غربی ساختمان، بر روی دیوار، این جمله از بند اول قانون اساسی تگزاس با حروف بزرگ و برجسته حک شده‌است:
تمام قدرت سیاسی ذاتاً متعلق به مردم است. و تمام دولتهای آزاد بر اساس اختیار آنان، و برای منفعت آنان بنا نهاده شده‌اند. مردم تگزاس به حفظ یک دولت جمهوری اعتقاد دارند و تحت این اعتقاد، در هر زمان حق تغییر، اصلاح، یا براندازی آن دولت را به هر صورتی که صلاح می‌دانند دارند.